# Wilhelm Oswald Lohse

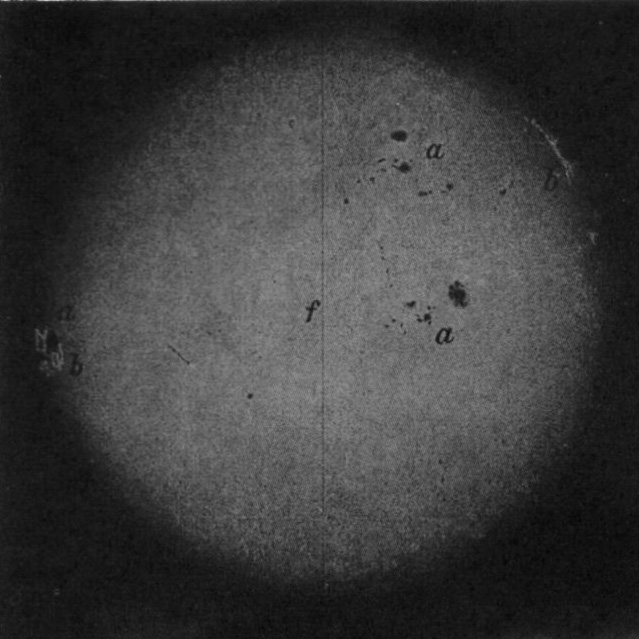
Foto van de zon gemaakt door Lohse

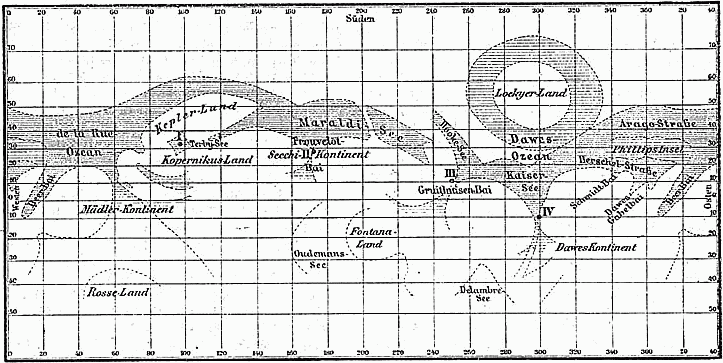
Kaart van Mars gemaakt door Lohse (1888)

Wilhelm Oswald Lohse (Leipzig, 13 februari 1845 - Potsdam, 14 mei 1915) was een Duits astronoom.
Lohse studeerde aan het Polytechnikum in Dresden. Later stapte hij over naar de universiteit van Leipzig, waar hij in 1865 promoveerde.
Vanaf 1870 werkte hij als assistent van Hermann Carl Vogel aan een privé-observatorium te Bothkamp. In 1874 volgde hij Vogel naar het nieuwe Astrofysisch Instituut van Potsdam, wat nog niet af was. In de tussentijd werkte hij aan het observatorium te Berlijn. In 1877 werd het observatorium te Potsdam in gebruik genomen. In 1882 werd Lohse aldaar tot hoofdastronoom (Hauptobservator) benoemd.
Lohse voerde vooral observaties van Mars en Jupiter uit en maakte een gedetailleerde kaart van de oppervlakte van Mars. Verder bestudeerde hij dubbelsterren, waarover hij in 1909 een werk publiceerde, en voerde hij spectroscopisch onderzoek naar sterren uit.
Lohse stierf in 1915 te Potsdam na langdurige ziekte.
Er is een krater op zowel de Maan als op Mars naar hem vernoemd.